# سیارک ۲۲۶۵۶
سیارک ۲۲۶۵۶ (به انگلیسی: 22656 Aaronburrows، نامگذاری:1998QV7) بیست و دو هزار و ششصد و پنجاه و ششمین سیارک کشف شده‌است که در ۱۷ اوت ۱۹۹۸ کشف شد.
قدر مطلق سیارک برابر ۱۷.۰ است.